# مارینا اسکوئرچاتی
مارینا اسکوئرچاتی (انگلیسی: Marina Squerciati؛ زادهٔ ۳۰ آوریل ۱۹۸۴) هنرپیشه اهل ایالات متحده آمریکا است.
از فیلم‌ها یا برنامه‌های تلویزیونی که وی در آن نقش داشته‌است می‌توان به همسر خوب، دختر سخن‌چین، پیچیده‌است، فندق‌شکن، و قدم زدن میان قبرها اشاره کرد.